# اسم تتويج

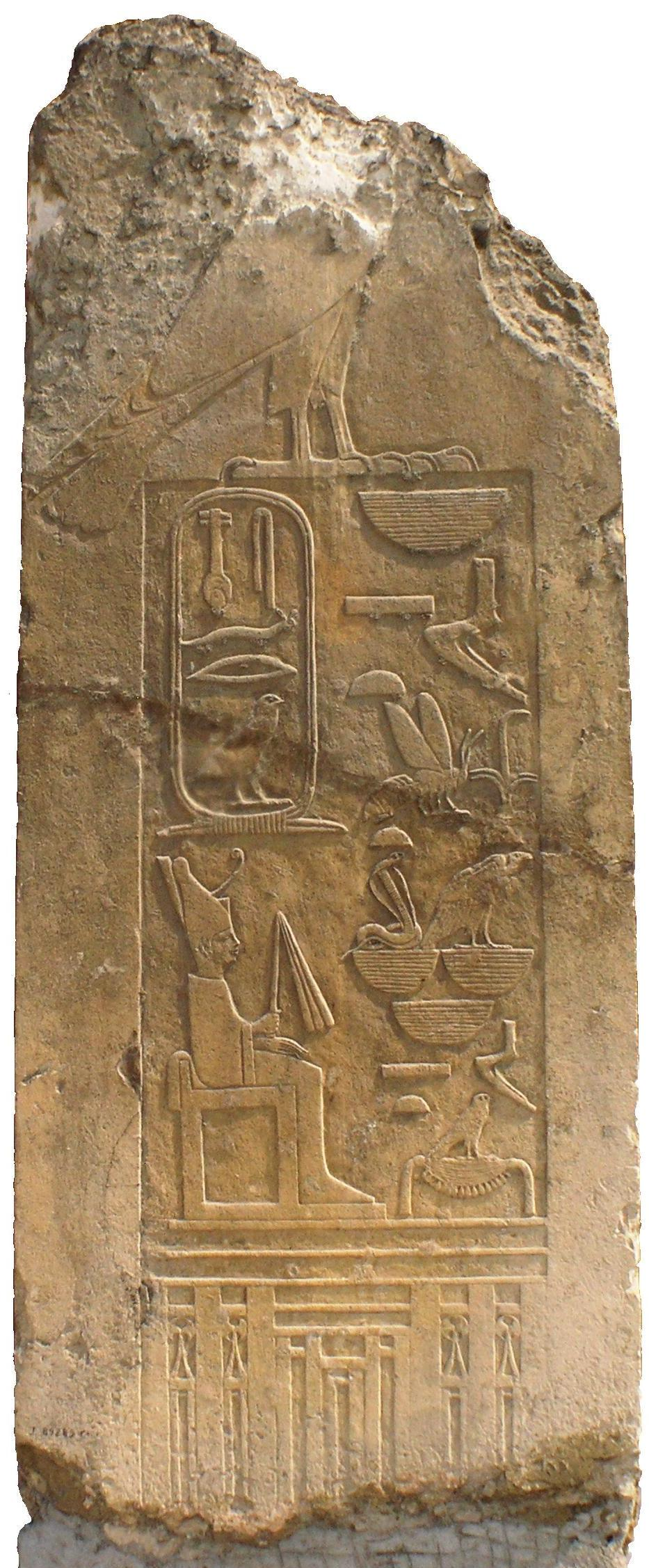
اسم حورس للملك سنفرو (مؤسس الأسرة الرابعة) داخل سيراخ يحمل علامتي اسم التتويج واسم نبتي.

اسم التتويج بالمصرية القديمة «نسوت بيتي» اتخذه فراعنة مصر منذ الأسرة الرابعة وكان أهم ألقاب الملك انتشارا. اتخذه نفر إر كارع كاكاي من الأسرة الخامسة في شكله هذا كخرطوش ثاني إضافة إلى الخرطوش الذي يحمل اسمه الشخصي عند ولاته. وحتى هذا الوقت لم تكن إضافة الرمزين اللذين يمثلان مصر العليا ومصر السفلى قد استتبت بعد.
كان الملك يحصل على اللقب «كظل الإله» طبقا للتقاليد المصرية القديمة أثناء تتويجه. وكان يدعى اثناء الفترة بين وفاة الملك الذي سبقه واعتلائه العرش باسمه الشخصي فقط.

## تاريخ طريقة كتابته
اللقب «نسوت بيتي» مركب من قسمين:
1. | M23 | X1 · N35 | (نسوت)
2. | L2 · X1 | (بيتي)

كان لقب الملك منذ الأسرة الأولى مقترنا بالإسمين: اسم التتويج
| M23 · X1 | L2 · X1 |

 وبالإسم النبتي 
| G16 |

 (السيدتان المقدستان، الحاميتان لجنوب مصر وشمالها). ويتشابه اللقبان في المعنى رغم ازدواجهما. ونعرف اللقب «نسوت بيتي» منذ الفرعون دن وهو من الأسرة الأولى، ولم تختلف كتابته بعد ذلك.

لقب التتويج يتكون من صورة شجرة حب العزيز «سوت»  وصورة النحلة «بيت». وتوجد أسفل كل منهما «ت» 
| X1 |

 تجعلنا ننطقهما «نسوت بيتي». أي ملك الوجهين، البحري والقبلي.
وعندما جاء عهد الأسرة الخامسة ووصل تقديس إله الشمس رع ذروته فبدأ «نفر إر كا رع» بإضافة اسم جديد طالما لا يحتوي اسم ولاته على رع. وهذا اللقب الجديد الذي يسميه علماء الآثار اسم التتويج يكتب داخل خرطوش قبل رمز ملك الوجه البحري والقبلي (نبات السعد اللذيذ والنحلة) إشارة إلى حكمه للبلدين الموحدين. بعض من فراعنة الاسرة الخامسة اهتموا بكتابة اسم التتويج عن اسمهم الشخصي.
ثم جاءت الأسرة الثامنة عشر وحتي الفترة الانتقالية الثالثة (أسرة خامسة وعشرون) وبين الأسرة تاسعة وعشرون وحتى العهد الروماني فقد أضيف إلى اسم التتويج بعض الإضافات، فنجد مثلا أن تحتمس الثالث اختار الاسم "من-غبر-رع" (بمعنى بقي ودام مظهر رع) وكذلك إضافة جديدة "من-غبر-رع مري-إن-رع" (أي "بقي ودام مظهر رع، محبوب رع).
كانت النصوص العادية تذكر اسم التتويج فقط ولكن كانت جميع ألقاب الملك تكتب على المعابد ومنشآته وفي النصوص الاحتفالية.

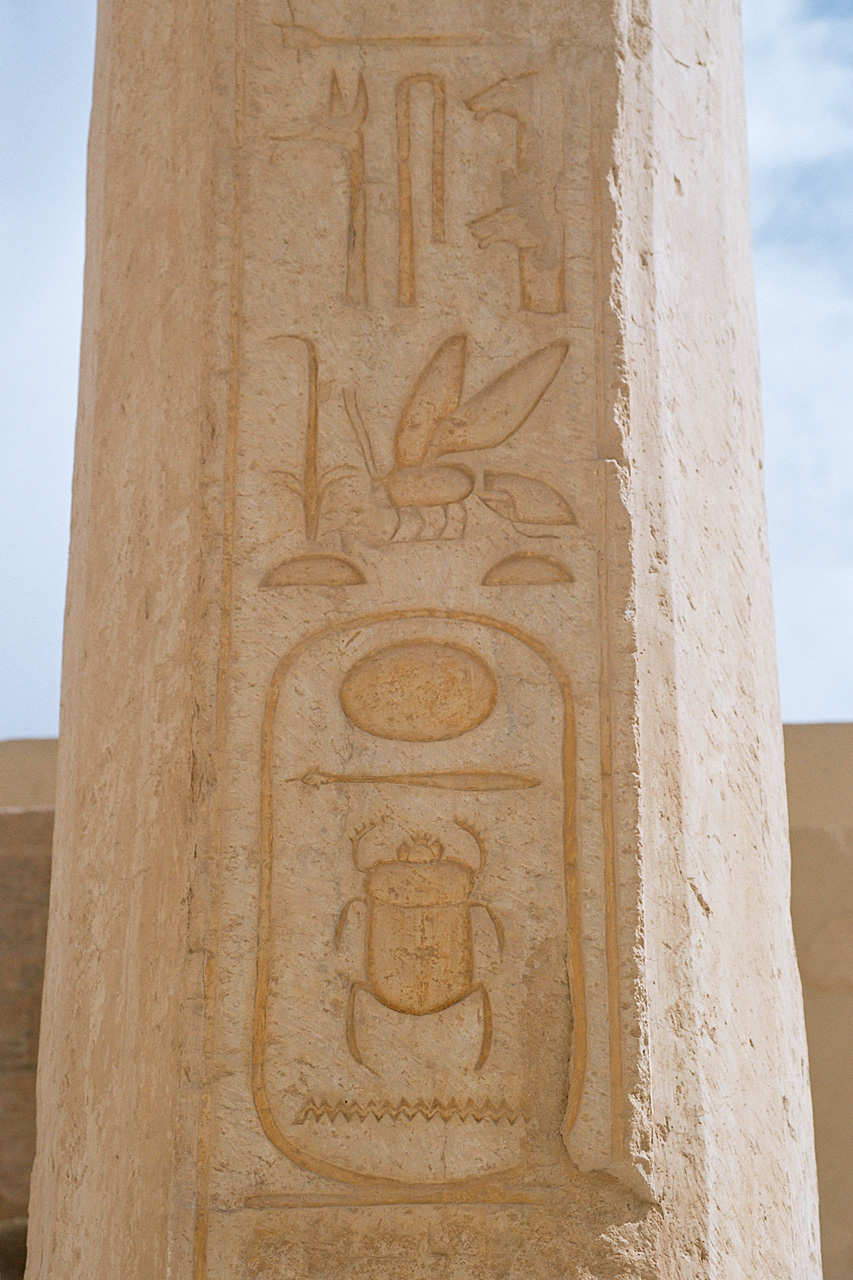
الإسم الملكي ل تحتمس الثاني ، من معبد حتشبسوت بالكرنك.(كان تحتمس الثاني زوجها المتوفى)

## قراءته وترجمته
يؤيد عالم الآثار الألماني «راينر هانيننج» أن قراءة الاسم الملكي «نسوت بيتي» قد تكون «نيسوت بيتي»
 علاوة على ذلك فإن الترجمة «ملك مصر العليا والسفلى» ليس مكتوبا بالتمام وإنما يعطي الرمزان المستخدمان (فرع السعد والنحلة) المعنى.
بالنسبة إلى اسم تحتمس الثاني 
| N5 · O29 | L1 | N35 |

| M23 · X1 | L2 · X1 |

 فهو يقرأ هكذا:
«نسوت بيتي؛ عا-غبر-إن-رع». وترجمته «ملك مصر العليا والسفلى، المظهر الكبير المنتمي لرع» (أنظر شكل المسلة المجاورة).
إن قرص الشمس 
| N5 |

 الذي يعبر عن الإله رع (ورمزه الشمس) يوجد دائما في مقدمة اسم الملك في الخرطوش لقدسيته (أو أعلاه)، إلا أنه يقرأ في أخر الاسم.

## وصلات خارجية
قالب:WiBiLex

## اقرأ أيضا
- اسم شخصي (فرعون)
- اسم حورس
- اسم نبتي
- اسم ذهبي
- ألقاب ملكية مصرية قديمة
- مانيتو
- فرعون
- سيرخ

## كتب
- Jürgen von Beckerath: Handbuch der ägyptischen Königsnamen. In: Münchner Ägyptologische Studien. Bd. 49. von Zabern, Mainz 1999, ISBN 3-8053-2591-6, S. 21-25.
- Susanne Bickel: Die Verknüpfung von Weltbild und Staatsbild. In: Reinhard Gregor Kratz: Götterbilder, Gottesbilder, Weltbilder (Ägypten, Mesopotamien, Persien, Kleinasien, Syrien, Palästina). Mohr Siebeck, Tübingen 2009, (ردمك 978-3-16-149886-2), S. 79–102.
- Jochem Kahl: nsw und bit: Die Anfänge In: Eva-Maria Engel, Vera Müller, Ulrich Hartung: Zeichen aus dem Sand: Streiflichter aus Ägyptens Geschichte zu Ehren von Günter Dreyer. Harrassowitz, Wiesbaden 2008, (ردمك 978-3-447-05816-2), S. 307-351.
- Jochem Kahl: Ober- und Unterägypten – Eine dualistische Konstruktion und ihre Anfänge. In: Rainer Albertz, Anke Blöbaum, Peter Funke: Räume und Grenzen: Topologische Konzepte in den antiken Kulturen des östlichen Mittelmeerraums. Utz, München 2007, ISBN 3-8316-0699-4, S. 3-28.